# Крушари
Круша́ри (болг. Крушари) — село в Добрицькій області Болгарії. Адміністративний центр общини Крушари.

## Населення
За даними перепису населення 2011 року у селі проживали 1402 особи.
Національний склад населення села:
| Національність   | Кількість осіб | Відсоток |
| ---------------- | -------------- | -------- |
| болгари          | 796            | 68,6%    |
| цигани           | 351            | 30,2%    |
| не визначились   | 13             | 1,1%     |
| Всього відповіли | 1161           |          |

Розподіл населення за віком у 2011 році:
Динаміка населення: